# 屏兴高速公路
屏山－兴义高速公路，简称屏兴高速，中国国家高速公路网编号为G8517，是银昆高速公路的联络线之一，起点位于屏山县新市镇，途径宜宾市、筠连县、镇雄县、赫章县、六盘水市，终点位于兴义市。

## 分段情况

### 四川段

#### 屏山－宜宾
屏山至宜宾段为原属于四川省高速公路网的宜屏高速，目前尚在规划阶段。

#### 宜宾－川滇界
宜宾至川滇界段为原四川省高速公路网成宜昭高速（成都到宜宾段升级为 筑蓉高速）的宜宾－彝良段，又称宜彝高速公路，于2021年12月31日正式通车。

### 云南段
规划中。

### 贵州段

#### 滇黔界－赫章
简称赫镇高速，起于赫章县野马川镇，设赫章东枢纽互通与毕威高速交叉，止于哲庄镇（滇黔界），与镇赫高速云南段相接，全长28.145公里。

#### 赫章－六盘水
简称六赫高速，起于六盘水市钟山区双戛街道水淹坝，设天湖枢纽互通与六威高速交叉，止于赫章县野马川镇，与赫镇高速相接，全长70.078公里。

#### 六盘水西联络线
起于六盘水市钟山区天湖枢纽，接六赫高速，止于水城区勺米镇鱼塘村，设鱼塘枢纽接毕都高速，全长21.954公里。

#### 鱼塘－法窝
与  杭瑞高速毕节至都格段共线。

#### 水城（法窝）－兴义
简称水兴高速，由水盘高速和盘兴高速两段组成。
- 水盘高速：起于水城区海坪街道俄脚村法窝枢纽，接毕都高速，经白鸡坡、都格火车站、发耳，在望龙包跨越北盘江，经茅草坪、营盘、兰花村、雨格村、松河，穿过扎营山，经滑石、哑密村，至盘州市两河街道海铺村，设海铺枢纽互通与沪昆高速相接，全长90.9公里，概算投资70.2亿元人民币。于2013年8月16日通车。全线桥隧比51.85%，其中北盘江大桥为主跨290米斜腿连续钢构；松河特长隧道左线长4760米[3]。2022年12月15日，贵州省交通运输厅以黔交建设〔2022〕61号文件同意水盘高速公路通过竣工验收，正式交付使用[4]。
- 盘兴高速：采用“BOT+EPC（英语：Engineering, procurement, and construction）+政府补贴”模式建设，全长88.943公里，路基宽24.5米，为双向四车道高速公路，设计车速80公里/小时。路线起于盘州海铺枢纽互通，与沪昆高速和水盘高速相接，经水塘、民主、忠义、保田、普田，兴义品甸、清水河、马岭，止于兴义东互通立交，接汕昆高速。主线路基挖方2577万立方，填方1833万立方；设桥梁25455.6米/64座，其中，特大桥8807.8米/8座、大桥15820.9米/40座、中桥826.9米/16座、涵洞131道；设隧道15298米/13座，其中特长隧道7461米/2座，瓦斯隧道2235米/2座；全线桥隧比为46.7%。总投资为117.6亿元人民币，设匝道收费站8处，服务区1处，停车区2处，管理中心1处。于2016年12月28日正式通车[5]。